# 島立 (松本市)
島立（しまだち）、大字島立は長野県松本市の市街地の西の地名。かつての東筑摩郡島立村にあたる。

## 概要
国道158号沿いや、合同庁舎通り（合庁通り）沿い、長野県道320号倭北松本停車場線沿いには郊外型専門店や郊外型飲食チェーン店が多い。また、5階建て程度のオフィスビルも見られる。幹線道路の裏側は住宅地となっている。そのほかの地区は住宅と田畑が混在している。
地区の北部を流れる榑木川（くれきがわ）には、松本藩の土場があり、安曇方面の山間地にあった藩御用林で伐採した材木を引き上げ、堀米から陸送で各地へ運んだ。松本インターチェンジができて以降、合同庁舎が市内中心部から移転した。インターチェンジ周辺を市街地化する計画も度々浮上するが、島立地区の大部分が農業振興地域の指定を受けているため、今のところ進展は見られない。
俗地名では梶原（北東端）、堀米新田（北東部）、堀米（北中部）、大庭（中央部）、小柴（インターチェンジ周辺）、中村（中央部）、荒井（東端）、三の宮（東端）、町区（西端）、永田（西部）、北栗（北栗林の略 南部）、南栗（南栗林の略 南端）などが該当する。

## 世帯数と人口
2018年（平成30年）10月1日現在の世帯数と人口は以下の通りである。
| 大字 | 世帯数    | 人口    |
| ---- | --------- | ------- |
| 島立 | 2,856世帯 | 6,849人 |

## 交通

### 鉄道
- アルピコ交通上高地線 : 大庭駅、信濃荒井駅

### 道路
- E19 長野自動車道
  - 松本インターチェンジ

- * 国道158号
- 長野県道291号新田松本線

## 施設
- 一之瀬脳神経外科病院
- 松本合同庁舎
- 松本労働基準監督署
- 中信森林管理署
- 長野農政事務所
- 松本市役所島立出張所
- 日本浮世絵博物館
- 松本市歴史の里
- 長野県松本筑摩高等学校
- 沙田神社（信濃国三宮）
- 高松寺
- 松本市立高綱中学校
- 松本市立島立小学校